# Елизабет фон Липе
Елизабет фон Липе (на немски: Elisabeth zur Lippe; * ок. 1460; † сл. 1527) е благородничка от Липе и чрез женитби графиня на Шпигелберг и графиня и господарка на Дипхолц-Бронкхорст.

## Произход
Тя е дъщеря на Бернхард XII фон Липе (1429 – 1511) и съпругата му графиня Анна фон Холщайн-Шауенбург (1435 – 1495), дъщеря на граф Ото II фон Холщайн-Пинеберг и Елизабет фон Хонщайн.

## Фамилия
Първи брак: пр. 22 май 1475 г. с граф Йохан II фон Шпигелберг († 1480), син на граф Мориц IV фон Шпигелберг († 1434) и втората му съпруга принцеса Аделхайд фон Анхалт-Бернбург († сл. 1434). Тя е третата му съпруга. Те имат децата:
- Анна фон Шпигелберг († сл. 1502), омъжена на 4 декември 1493 г. за Дитрих II фон Плесе († сл. 19 декември 1542), или за Готшалк фон Плесе (* пр. 1470; † 1543)
- Симон фон Шпигелберг († между 20 септември 1514 и 4 април 1524), домхер в Кьолн (1495), постулат в Хилдесхайм (1502)
- Хайнрих/Ерих фон Шпигелберг († 1492)
- дъщеря († 1499)

Втори брак: на 18 ноември 1482 г. с граф Рудолф IV фон Дипхолц-Бронкхорст († сл. 1510), син на Ото фон Дипхолц († сл. 1484) и Хайлвиг фон Бронкхорст († сл. 1498). Те имат децата:
- Фридрих I фон Дипхолц († 1529), граф и господар на Дипхолц-Бронкхорст, женен на 29 март 1523 г. за графиня Ева фон Регенщайн († 1537)
- Конрад IX фон Дипхолц († 1544), домхер в Кьолн 1514
- Йохан III фон Дипхолц († 1545), женен 1536 г. за Кунигунда Зандер († 1544)
- Ирмгард фон Дипхолц († 28 юни 1575), приорес в Есен (1542 – 1561), абатиса на Есен (1561 – 1575)
- Агнес фон Дипхолц († 1528), омъжена ок. 1524 г. за Йохан IV фон Раесфелд († 1551)
- Аделхайд фон Дипхолц († 14 август 1521), омъжена 1518 г. за Ханс Шенк фон Таутенбург Стари († 1529)

## Галерия
- Герб на фон Липе
- Герб на графовете фон Шпигелберг
- Герб на Графство Дипхолц